# رولاند هارفي
رولاند هارفي (بالإنجليزية: Roland Harvey)‏ هو كاتب للأطفال وكاتب أسترالي، ولد في 11 ديسمبر 1945 في ملبورن في أستراليا.